# Pasirtalaga
Pasirtalaga is een bestuurslaag in het regentschap Karawang van de provincie West-Java, Indonesië. Pasirtalaga telt 6628 inwoners (volkstelling 2010).